# ویلانووافورو
ویلانووافورو (به ایتالیایی: Villanovaforru) یک کومونه در ایتالیا است که در استان مدیو کامپیدانو واقع شده‌است. ویلانووافورو ۱۱٫۰ کیلومتر مربع مساحت و ۷۰۹ نفر جمعیت دارد.